# Стоянов, Георгий
Гео́рги Ко́стов Стоя́нов-Мра́мор (болг. Георги Костов Стоянов-Мрамор; род. 27 июля 1936, Москва, СССР, ныне Россия) — болгарский кинорежиссёр, сценарист и актёр.

## Биография
В 1963 году окончил ИДЕК в Париже. Снял ряд документальных фильмов («Жеко Манолов», «Дрёма», «Первый балканский кинофестиваль», «План»). В игровом кино дебютировал в 1967 году («Случай в Пенлеве»). Член БКП с 1971 года. С 1982 года председатель Союза кинематографистов Болгарии.
Был женат на актрисе Добринке Станковой.

## Фильмография

### Режиссёр
- 1964 — Жеко Манолов / Жеко Манолов (к/м)
- 1965 — Дрёма / Дрямка (к/м)
- 1965 — Первый балканский кинофестиваль / Първи балкански филмов фестивал
- 1965 — План / План (к/м)
- 1967 — Случай в Пенлеве / Случаят Пенлеве
- 1968 — Птицы и гончие / Птици и хрътки
- 1972 — Третья после Солнца / Трета след слънцето
- 1973 — Дома без ограды / Къщи без огради
- 1976 — Сверчок в ухе / Щурец в ухото
- 1977 — Пантелей / Пантелей
- 1980 — Окно / Прозорецът
- 1983 — Константин Философ / Константин Философ
- 1989 — Брачные шутки / Брачни шеги
- 1990 — То нечто / Онова нещо

### Сценарист
- 1965 — Дрёма / Дрямка (к/м)
- 1980 — Окно / Прозорецът
- 1989 — Брачные шутки / Брачни шеги

### Актёр
- 1966 — Человек в тени / Човекът в сянка — Масларов
- 1966 — Джесси Джеймс против Локума Шекерова / Джеси Джеймс срещу Локум Шекеров
- 1970 — Стихи / Стихове
- 1976 — Дополнение к закону о защите государства / Допълнение към закона за защита на държавата — Тодор Страшимиров[болг.] (в советском прокате «Взрыв в Софийском соборе»)

## Награды
- 1978 — Заслуженный артист НРБ
- 2006 — Орден «Стара-планина» I степени[1]